# Russischer Fußballpokal 2009/10
Der Russische Fußballpokal 2009/10 war die 18. Austragung des russischen Pokalwettbewerbs der Männer. Pokalsieger wurde Zenit St. Petersburg. Das Team setzte sich im Finale am 16. Mai 2010 im Olimp-2 von Rostow am Don gegen FK Sibir Nowosibirsk durch. Titelverteidiger ZSKA Moskau war in der Runde der letzten 32 gegen Ural Jekaterinburg ausgeschieden.

## Modus
Bis zur dritten Runde nahmen 81 Mannschaften von der 2. Division 2009 und drei Teams aus dem Amateurbereich teil. Dabei traten die insgesamt 84 Vereine in fünf Zonen (West, Zentrum, Süd, Ural-Powolschje und Ost) an. Ab der vierten Runde stiegen dann die 20 Zweitligisten, ab der fünften Runde die 16 Erstligisten ein.
Die Spiele der ersten Runde wurden Mitte April ausgetragen, das Finale im darauffolgenden Jahr Mitte Mai, sodass sich der Pokalwettbewerb über 13 Monate erstreckte. Alle Begegnungen wurden in einem Spiel ausgetragen. Bei unentschiedenem Ausgang wurde zur Ermittlung des Siegers eine Verlängerung gespielt. Stand danach kein Sieger fest, folgte ein Elfmeterschießen. Der Pokalsieger qualifizierte sich für die Europa League.

## Teilnehmende Teams
| Premjer-Liga (16) | Premjer-Liga (16) | 1. Division (20) | 1. Division (20) |
| --- | --- | --- | --- |
| - Dynamo Moskau - Lokomotive Moskau - Spartak Moskau - FK Moskau - ZSKA Moskau - Amkar Perm - FK Chimki - Krylja Sowetow Samara | - Kuban Krasnodar - FK Rostow - Rubin Kasan - Saturn Ramenskoje - Spartak Naltschik - Terek Grosny - Tom Tomsk - Zenit St. Petersburg | - Alanija Wladikawkas - Anschi Machatschkala - Baltika Kaliningrad - KAMAS Nabereschnyje Tschelny - FK Krasnodar - Lutsch-Energija Wladiwostok - Metallurg Lipezk - FK Nischni Nowgorod - Nosta Nowotroizk - FK MWD Rossii Moskau | - FK Saljut-Energija Belgorod - FK Sibir Nowosibirsk - SKA-Energija Chabarowsk - Schinnik Jaroslawl - Tschernomorez Noworossijsk - FK Tschita - Ural Jekaterinburg - FK Witjas Podolsk - Wolgar-Gasprom-2 Astrachan - Wolga Nischni Nowgorod |
| 2. Division (81)0000000000 | | | |
| - FK Abinsk - Akademija Dimitrowgrad - Amur Blagoweschtschensk - Anguscht Nasran - FK Astrachan - Awangard Kursk - Awangard Podolsk - Awtodor Wladikawkas - Baschinformwsjas-Dynamo Ufa - FK Bataisk-2007 - Chimik Dserschinsk - Dagdisel Kaspijsk - PFK Dimitrow - Dnjepr Smolensk - Druschba Maikop - Dynamo Barnaul - Dynamo Brjansk - Dynamo Kirow - Dynamo Wologda - FK Dynamo St. Petersburg - Energija Wolschski | - Fakel Woronesch - FK FSA Woronesch - Gasowik Orenburg - FK Gornjak Utschaly - FK Gubkin - Irtysch Omsk - FK Istra - FK Jelez - Kawkastransgas-2005 Rysdwjany - FK Krasnodar-2000 - Kusbass Kemerewo - FK Lada Toljatti - Lokomotive Liski - Lokomotive-2 Moskau - Maschuk-KMW Pjatigorsk - Metallurg Krasnojarsk - Metallurg-Kusbass Nowokusnezk - Mordowija Saransk - Nara-SBFR Naro-Fominsk - FK Neftechimik Nischnekamsk | - FK Nika Moskau - Okean Nachodka - FK Pskow-747 - FK Rjasan - Rotor Wolgograd - Rubin-2 Kasan - Rusitschi Orjol - Sachalin Juschno-Sachalinsk - Saturn-2 Schukowski - Scheksna Tscherepowez - Schemtschuschina Sotschi - Selenograd Moskau - Sewer Murmansk - Sibirjak Bratsk - FK SKA Rostow - Smena Komsomolsk am Amur - Smena Zenit St. Petersburg - Snamja Truda Orechowo-Sujewo - PFK Sokol-Saratow - SOJUS-Gasprom Ischewsk | - Spartak Kostroma - Spartak Schtschjolkowo - Spartak Tambow - Sportakademklub Moskau - FK Stawropol - FK Stawropolja-2009 - Swesda Serpuchow - FK Taganrog - Tekstilschtschik Iwanowo - FK Tjumen - FK Toljatti - Torpedo Armawir - FK Torpedo-SIL Moskau - Torpedo Wladimir - FK Tscheljabinsk - Wolga Twer - Wolga Uljanowsk - FK Wolgograd - Wolotschanin-Ratmir Wyschni Wolotschok - Zodiak Stary Oskol |
| Amateure (3)0000000000 | | | |
| - KAIT-Sport Moskau | - FK Oktan Perm | - FK Sorki Krasnogorsk | |

Römische Ziffern in Klammern geben die Ligastufe an, an der die Vereine während der Saison 2009 teilnehmen.

## Vorrunde
Teilnehmer: 7 Vereine der 2. Division und 1 Amateurverein.
| Datum                           |                           | Ergebnis |                                   |
| ------------------------------- | ------------------------- | -------- | --------------------------------- |
| 00000000000Zone Süd             |                           |          |                                   |
| 20.04.2009                      | Awtodor Wladikawkas (III) | 1:0      | Anguscht Nasran (III)             |
| 20.04.2009                      | FK Wolgograd (III)        | 1:0      | Rotor Wolgograd (III)             |
| 20.04.2009                      | FK Stawropol (III)        | 1:0      | FK Stawropolja-2009 (III)         |
| 00000000000Zone Ural-Powolschje |                           |          |                                   |
| 03.05.2009                      | FK Oktan Perm (IV)        | 2:1      | Baschinformwsjas-Dynamo Ufa (III) |

## 1. Runde
Teilnehmer: Die 4 Sieger der Vorrunde, 58 weitere Vereine der 2. Division, sowie 2 Amateurvereine.
| Datum                           |                                | Ergebnis              |                                              |
| ------------------------------- | ------------------------------ | --------------------- | -------------------------------------------- |
| 00000000000Zone West            |                                |                       |                                              |
| 24.04.2009                      | Sewer Murmansk (III)           | 3:2                   | Smena Zenit St. Petersburg (III)             |
| 25.04.2009                      | FK Torpedo-SIL Moskau (III)    | 1:0 n. V.             | Lokomotive-2 Moskau (III)                    |
| 25.04.2009                      | Selenograd Moskau (III)        | 0:1                   | FK Istra (III)                               |
| 25.04.2009                      | Wolga Twer (III)               | 2:1 n. V.             | Wolotschanin-Ratmir Wyschni Wolotschok (III) |
| 25.04.2009                      | Tekstilschtschik Iwanowo (III) | 3:0                   | PFK Dimitrow (III)                           |
| 25.04.2009                      | Spartak Kostroma (III)         | 1:0                   | Dynamo Wologda (III)                         |
| 25.04.2009                      | FK Pskow-747 (III)             | 2:0                   | FK Dynamo St. Petersburg (III)               |
| 00000000000Zone Zentrum         |                                |                       |                                              |
| 29.04.2009                      | FK Nika Moskau (III)           | 6:1                   | KAIT-Sport Moskau (IV)                       |
| 29.04.2009                      | FK Sorki Krasnogorsk (IV)      | 2:0                   | Snamja Truda Orechowo-Sujewo (III)           |
| 29.04.2009                      | Zodiak Stary Oskol (III)       | 3:1                   | Lokomotive Liski (III)                       |
| 29.04.2009                      | Spartak Tambow (III)           | 0:3                   | FK Rjasan (III)                              |
| 29.04.2009                      | FK Jelez (III)                 | 0:3                   | Rusitschi Orjol (III)                        |
| 29.04.2009                      | FK FSA Woronesch (III)         | 1:4                   | Fakel Woronesch (III)                        |
| 29.04.2009                      | Dnjepr Smolensk (III)          | 0:1                   | Awangard Podolsk (III)                       |
| 00000000000Zone Ost             |                                |                       |                                              |
| 02.05.2009                      | Metallurg Krasnojarsk (III)    | 4:2                   | Sibirjak Bratsk (III)                        |
| 03.05.2009                      | Irtysch Omsk (III)             | 0:1                   | Kusbass Kemerewo (III)                       |
| 00000000000Zone Süd             |                                |                       |                                              |
| 04.05.2009                      | FK Krasnodar-2000 (III)        | 4:3 n. V.             | Druschba Maikop (III)                        |
| 04.05.2009                      | Maschuk-KMW Pjatigorsk (III)   | 2:0                   | Kawkastransgas-2005 Rysdwjany (III)          |
| 04.05.2009                      | Energija Wolschski (III)       | 0:1                   | FK Wolgograd (III)                           |
| 04.05.2009                      | FK SKA Rostow (III)            | 1:1 n. V. (4:3 i. E.) | Torpedo Armawir (III)                        |
| 04.05.2009                      | FK Taganrog (III)              | 0:3                   | FK Bataisk-2007 (III)                        |
| 04.05.2009                      | FK Abinsk (III)                | 2:5                   | Schemtschuschina Sotschi (III)               |
| 04.05.2009                      | Dagdisel Kaspijsk (III)        | 2:1                   | FK Astrachan (III)                           |
| 04.05.2009                      | FK Stawropol (III)             | 1:0                   | Awtodor Wladikawkas (III)                    |
| 00000000000Zone Ural-Powolschje |                                |                       |                                              |
| 14.05.2009                      | FK Lada Toljatti (III)         | 1:1 n. V. (2:3 i. E.) | PFK Sokol-Saratow (III)                      |
| 14.05.2009                      | Rubin-2 Kasan (III)            | 0:0 n. V. (4:3 i. E.) | Akademija Dimitrowgrad (III)                 |
| 14.05.2009                      | FK Gornjak Utschaly (III)      | 4:0                   | FK Oktan Perm (IV)                           |
| 14.05.2009                      | Wolga Uljanowsk (III)          | 2:3 n. V.             | Mordowija Saransk (III)                      |
| 14.05.2009                      | SOJUS-Gasprom Ischewsk (III)   | 3:1                   | FK Neftechimik Nischnekamsk (III)            |
| 14.05.2009                      | Dynamo Kirow (III)             | 1:2                   | Chimik Dserschinsk (III)                     |
| 14.05.2009                      | Gasowik Orenburg (III)         | 1:0                   | FK Toljatti (III)                            |
| 14.05.2009                      | FK Tjumen (III)                | 0:2                   | FK Tscheljabinsk (III)                       |

## 2. Runde
Teilnehmer: Die 32 Sieger der ersten Runde und 16 weitere Vereine der 2. Division.
| Datum                           |                                     | Ergebnis              |                                |
| ------------------------------- | ----------------------------------- | --------------------- | ------------------------------ |
| 00000000000Zone West            |                                     |                       |                                |
| 14.05.2009                      | Sportakademklub Moskau (III)        | 1:3                   | FK Torpedo-SIL Moskau (III)    |
| 14.05.2009                      | Torpedo Wladimir (III)              | 3:0                   | Tekstilschtschik Iwanowo (III) |
| 14.05.2009                      | FK Pskow-747 (III)                  | 3:0                   | Sewer Murmansk (III)           |
| 14.05.2009                      | Nara-SBFR Naro-Fominsk (III)        | 2:0                   | Spartak Schtschjolkowo (III)   |
| 14.05.2009                      | FK Istra (III)                      | 0:1                   | Wolga Twer (III)               |
| 14.05.2009                      | Scheksna Tscherepowez (III)         | 0:1                   | Spartak Kostroma (III)         |
| 00000000000Zone Süd             |                                     |                       |                                |
| 20.05.2009                      | Schemtschuschina Sotschi (III)      | 1:0                   | FK Krasnodar-2000 (III)        |
| 20.05.2009                      | Maschuk-KMW Pjatigorsk (III)        | 1:2                   | FK Stawropol (III)             |
| 20.05.2009                      | FK Wolgograd (III)                  | 2:1                   | Dagdisel Kaspijsk (III)        |
| 20.05.2009                      | FK Bataisk-2007 (III)               | 2:2 n. V. (4:3 i. E.) | FK SKA Rostow (III)            |
| 00000000000Zone Zentrum         |                                     |                       |                                |
| 21.05.2009                      | Saturn-2 Schukowski (III)           | 3:1 n. V.             | FK Sorki Krasnogorsk (IV)      |
| 21.05.2009                      | FK Rjasan (III)                     | 1:3                   | Swesda Serpuchow (III)         |
| 21.05.2009                      | Awangard Podolsk (III)              | 1:0                   | FK Nika Moskau (III)           |
| 21.05.2009                      | Rusitschi Orjol (III)               | 1:0                   | Dynamo Brjansk (III)           |
| 21.05.2009                      | FK Gubkin (III)                     | 0:1                   | Zodiak Stary Oskol (III)       |
| 21.05.2009                      | Fakel Woronesch (III)               | 1:2                   | Awangard Kursk (III)           |
| 00000000000Zone Ost             |                                     |                       |                                |
| 25.05.2009                      | Amur Blagoweschtschensk (III)       | 3:1                   | Smena Komsomolsk am Amur (III) |
| 26.05.2009                      | Sachalin Juschno-Sachalinsk (III)   | 1:0                   | Okean Nachodka (III)           |
| 26.05.2009                      | Metallurg-Kusbass Nowokusnezk (III) | 1:2                   | Metallurg Krasnojarsk (III)    |
| 26.05.2009                      | Kusbass Kemerewo (III)              | 2:3 n. V.             | Dynamo Barnaul (III)           |
| 00000000000Zone Ural-Powolschje |                                     |                       |                                |
| 07.06.2009                      | Rubin-2 Kasan (III)                 | 0:1                   | Gasowik Orenburg (III)         |
| 07.06.2009                      | FK Tscheljabinsk (III)              | 2:0                   | FK Gornjak Utschaly (III)      |
| 07.06.2009                      | Chimik Dserschinsk (III)            | 3:1                   | SOJUS-Gasprom Ischewsk (III)   |
| 07.06.2009                      | PFK Sokol-Saratow (III)             | 0:2                   | Mordowija Saransk (III)        |

## 3. Runde
Teilnehmer: Die 24 Sieger der zweiten Runde.
| Datum                           |                                | Ergebnis              |                                   |
| ------------------------------- | ------------------------------ | --------------------- | --------------------------------- |
| 00000000000Zone West            |                                |                       |                                   |
| 05.06.2009                      | FK Torpedo-SIL Moskau (III)    | 3:0                   | Nara-SBFR Naro-Fominsk (III)      |
| 05.06.2009                      | Wolga Twer (III)               | 1:0 n. V.             | FK Pskow-747 (III)                |
| 05.06.2009                      | Spartak Kostroma (III)         | 0:1                   | Torpedo Wladimir (III)            |
| 00000000000Zone Süd             |                                |                       |                                   |
| 09.06.2009                      | FK Bataisk-2007 (III)          | 1:2 n. V.             | FK Wolgograd (III)                |
| 09.06.2009                      | Schemtschuschina Sotschi (III) | 4:0                   | FK Stawropol (III)                |
| 00000000000Zone Zentrum         |                                |                       |                                   |
| 11.06.2009                      | Swesda Serpuchow (III)         | 0:3                   | Saturn-2 Schukowski (III)         |
| 11.06.2009                      | Awangard Podolsk (III)         | 3:1                   | Rusitschi Orjol (III)             |
| 11.06.2009                      | Awangard Kursk (III)           | 0:0 n. V. (5:4 i. E.) | Zodiak Stary Oskol (III)          |
| 00000000000Zone Ural-Powolschje |                                |                       |                                   |
| 18.06.2009                      | Mordowija Saransk (III)        | 2:1                   | Chimik Dserschinsk (III)          |
| 18.06.2009                      | FK Tscheljabinsk (III)         | 4:1                   | Gasowik Orenburg (III)            |
| 00000000000Zone Ost             |                                |                       |                                   |
| 18.06.2009                      | Amur Blagoweschtschensk (III)  | 2:2 n. V. (4:3 i. E.) | Sachalin Juschno-Sachalinsk (III) |
| 18.06.2009                      | Dynamo Barnaul (III)           | 3:0                   | Metallurg Krasnojarsk (III)       |

## 4. Runde
Teilnehmer: Die 12 Sieger der dritten Runde und die 20 Vereine der 1. Division. Unterklassige Teams hatten Heimrecht.
| Datum      |                                | Ergebnis  |                                   |
| ---------- | ------------------------------ | --------- | --------------------------------- |
| 01.07.2009 | Saturn-2 Schukowski (III)      | 2:3       | FK Nischni Nowgorod (II)          |
| 01.07.2009 | Mordowija Saransk (III)        | 2:1       | Wolga Nischni Nowgorod (II)       |
| 01.07.2009 | Awangard Podolsk (III)         | 1:0       | Metallurg Lipezk (II)             |
| 01.07.2009 | Amur Blagoweschtschensk (III)  | 1:4       | Lutsch-Energija Wladiwostok (II)  |
| 01.07.2009 | Schemtschuschina Sotschi (III) | 1:2       | Wolgar-Gasprom-2 Astrachan (II)   |
| 01.07.2009 | Wolga Twer (III)               | 1:0       | FK MWD Rossii Moskau (II)         |
| 01.07.2009 | FK Wolgograd (III)             | 0:1       | FK Saljut-Energija Belgorod (II)  |
| 01.07.2009 | FK Tscheljabinsk (III)         | 2:1       | KAMAS Nabereschnyje Tschelny (II) |
| 01.07.2009 | Dynamo Barnaul (III)           | 0:2       | FK Sibir Nowosibirsk (II)         |
| 01.07.2009 | Awangard Kursk (III)           | 2:0       | FK Witjas Podolsk (II)            |
| 01.07.2009 | FK Torpedo-SIL Moskau (III)    | 0:3       | Baltika Kaliningrad (II)          |
| 01.07.2009 | Torpedo Wladimir (III)         | 1:0       | Schinnik Jaroslawl (II)           |
| 01.07.2009 | SKA-Energija Chabarowsk (II)   | 1:0       | FK Tschita (II)                   |
| 01.07.2009 | Nosta Nowotroizk (II)          | 1:2       | Ural Jekaterinburg (II)           |
| 01.07.2009 | Alanija Wladikawkas (II)       | 3:0       | Anschi Machatschkala (II)         |
| 01.07.2009 | FK Krasnodar (II)              | 1:0 n. V. | Tschernomorez Noworossijsk (II)   |

## 5. Runde
Teilnehmer: Die 16 Sieger der vierten Runde, sowie die 16 Erstligisten, die auswärts antraten.
| Datum      |                                  | Ergebnis  |                           |
| ---------- | -------------------------------- | --------- | ------------------------- |
| 15.07.2009 | Mordowija Saransk (III)          | 2:1       | Terek Grosny (I)          |
| 15.07.2009 | Wolgar-Gasprom-2 Astrachan (II)  | 2:0       | Dynamo Moskau (I)         |
| 15.07.2009 | Wolga Twer (III)                 | 4:3 n. V. | Rubin Kasan (I)           |
| 15.07.2009 | FK Tscheljabinsk (III)           | 2:1       | Krylja Sowetow Samara (I) |
| 15.07.2009 | Awangard Podolsk (III)           | 4:2       | FK Rostow (I)             |
| 15.07.2009 | Awangard Kursk (III)             | 1:2       | Amkar Perm (I)            |
| 15.07.2009 | Ural Jekaterinburg (II)          | 1:0       | ZSKA Moskau (I)           |
| 15.07.2009 | Torpedo Wladimir (III)           | 0:2       | Zenit St. Petersburg (I)  |
| 15.07.2009 | SKA-Energija Chabarowsk (II)     | 2:1       | Lokomotive Moskau (I)     |
| 15.07.2009 | FK Sibir Nowosibirsk (II)        | 1:0       | Kuban Krasnodar (I)       |
| 15.07.2009 | Lutsch-Energija Wladiwostok (II) | 3:0       | Saturn Ramenskoje (I)     |
| 15.07.2009 | FK Nischni Nowgorod (II)         | 2:0 n. V. | Spartak Naltschik (I)     |
| 15.07.2009 | Alanija Wladikawkas (II)         | 1:0       | Tom Tomsk (I)             |
| 15.07.2009 | Baltika Kaliningrad (II)         | 2:1       | FK Chimki (I)             |
| 15.07.2009 | FK Saljut-Energija Belgorod (II) | 0:2       | FK Moskau (I)             |
| 15.07.2009 | FK Krasnodar (II)                | 1:2       | Spartak Moskau (I)        |

- 12 der 16 Erstligisten schieden in dieser Runde aus.

## Achtelfinale
Teilnehmer: Die 16 Sieger der fünften Runde.
| Datum      |                                  | Ergebnis              |                                 |
| ---------- | -------------------------------- | --------------------- | ------------------------------- |
| 05.08.2009 | Wolga Twer (III)                 | 2:2 n. V. (4:2 i. E.) | Baltika Kaliningrad (II)        |
| 05.08.2009 | FK Tscheljabinsk (III)           | 0:2                   | Mordowija Saransk (III)         |
| 05.08.2009 | Ural Jekaterinburg (II)          | 1:2                   | FK Sibir Nowosibirsk (II)       |
| 05.08.2009 | Spartak Moskau (I)               | 1:2                   | FK Moskau (I)                   |
| 05.08.2009 | Lutsch-Energija Wladiwostok (II) | 2:1 n. V.             | SKA-Energija Chabarowsk (II)    |
| 05.08.2009 | Amkar Perm (I)                   | 2:1                   | Awangard Podolsk (III)          |
| 05.08.2009 | Alanija Wladikawkas (II)         | 2:1 n. V.             | Wolgar-Gasprom-2 Astrachan (II) |
| 05.08.2009 | Zenit St. Petersburg (I)         | 2:1 n. V.             | FK Nischni Nowgorod (II)        |

## Viertelfinale
| Datum      |                           | Ergebnis |                                  |
| ---------- | ------------------------- | -------- | -------------------------------- |
| 07.04.2010 | FK Moskau (I)             | kampflos | Amkar Perm (I)                   |
| 07.04.2010 | Mordowija Saransk (III)   | 0:3      | Alanija Wladikawkas (II)         |
| 07.04.2010 | FK Sibir Nowosibirsk (II) | 3:0      | Lutsch-Energija Wladiwostok (II) |
| 07.04.2010 | Zenit St. Petersburg (II) | 2:0      | Wolga Twer (III)                 |

## Halbfinale
| Datum      |                           | Ergebnis              |                          |
| ---------- | ------------------------- | --------------------- | ------------------------ |
| 21.04.2010 | FK Sibir Nowosibirsk (II) | 3:0                   | Alanija Wladikawkas (II) |
| 21.04.2010 | Amkar Perm (I)            | 0:0 n. V. (2:4 i. E.) | Zenit St. Petersburg (I) |

## Finale
| Paarung              | Zenit St. Petersburg – FK Sibir Nowosibirsk |
| Ergebnis             | 1:0 (0:0) |
| Datum                | 16. Mai 2010 |
| Stadion              | Olimp-2, Rostow am Don |
| Zuschauer            | 15.400 |
| Schiedsrichter       | Aleksandr Kolobajew |
| Tore                 | 1:0 Roman Schirokow (60., Handelfmeter) |
| Zenit St. Petersburg | Wjatscheslaw Malafejew – Alexander Anjukow , Ivica Križanac, Nicolas Lombaerts, Tomáš Hubočan – Danny, Roman Schirokow, Konstantin Syrjanow (80. Wiktor Faisulin), Igor Denissow – sWladimir Bystrow (90. Alessandro Rosina), Alexander Kerschakow (83. Maxim Kanunnikow) Cheftrainer: Luciano Spalletti ( Italien) |
| FK Sibir Nowosibirsk | Wojciech Kowalewski – Dmitry Molasch, Alexander Makarenko, Denis Buchjakow, Nikola Valentić – Jehor Filipenka, Arūnas Klimavičius (75. Iwan Nagibin), Tomáš Čížek (61. Alexei Wassiljew), Alexander Degtjarjow (71. Alexander Antipenko) – Alexei Arawin, Alexei Medwedew Cheftrainer: Igor Krywuschenka ( Belarus) |
| Gelbe Karten         | Ivica Križanac, Alexander Anjukow – Nikola Valentić, Wojciech Kowalewski, Jehor Filipenka, Alexei Arawin, Alexander Antipenko |